# 宇宙からのメッセージ
『宇宙からのメッセージ』（うちゅうからのメッセージ、Message from Space）は、1978年の日本映画。1980年度・サターン賞の最優秀外国映画賞ノミネート作品。カラー・ワイド・ビスタ・サイズ。
曲亭馬琴（滝沢馬琴）の読本『南総里見八犬伝』（里見八犬伝）をモチーフにした和製スペースオペラ映画であり、東映が東北新社と提携したうえで、当時の世界的なSF映画ブームに挑戦するべく製作費10億円をかけて製作した。

## あらすじ
アンドロメダ星雲の惑星ジルーシアは、皇帝ロクセイア12世の率いるガバナス帝国の侵略により、「惑星大要塞」に改造されてしまっていた。ジルーシア人の大酋長キドは奇跡の救い手の勇者を求めて「聖なるリアベの実」8個を宇宙へ放ち、キドの孫娘エメラリーダと戦士のウロッコ2名に、実を追って勇者を迎えに行くように指示した。だが、ロクセイアはぬかりなく追撃の宇宙戦艦を発進させる。
リアベの実は、銀河系の地球連邦の植民惑星ミラゼリアで、軍に失望して辞職した元将軍のガルダ、宇宙暴走族の若者シローとアロン、チンピラのジャック、富豪令嬢のメイア5名のもとに届く。若者たちは宇宙ボタルの採集中に難破したエメラリーダの宇宙船を見つけ、エメラリーダとウロッコを救い出すが、彼らから使命を聞かされて戸惑う。ガルダは若者たちの様子を見て実を返却し、参加を固辞してしまう。シローらはメイアには内緒で他の勇者を紹介すると嘘をつき、息子の嫁探しをしていた老婆にエメラリーダを売ってしまう。その後、老婆とエメラリーダはガバナスの追跡部隊に捕縛され、メイアはシローらの行動を知って激怒する。改心した若者たちは協力してジルーシア救出の準備を開始すると、メイアの宇宙艇をシロー・アロンの小型艇を搭載できるように改修し、ジルーシアへ向かう。その途中、リアベの実を持つガバナス人のハンスが加わるが、彼はロクセイアに地位を簒奪されたガバナスの本来の皇位継承者だった。
ロクセイアはエメラリーダと共に捕らえた老婆の記憶映像から地球の美しさに魅了され、手中に収めるべく惑星大要塞を地球付近へ移動させ、無条件降伏を迫る。地球連邦は最新鋭戦艦3隻を出撃させるが、あっけなく殲滅される。地球連邦の評議会議長に就任したノグチは、降伏返答期限を少しでも引き延ばす交渉の全権大使に旧友のガルダを抜擢し、協力を要請する。ガルダは迷うが、返したはずのリアベの実が彼の手元に忽然と出現したことを見て、承諾する。ガルダはロクセイアと謁見し、地球人の誇りと勇気を示したが、ロクセイアはガルダの目的を看破して月をミサイルで破壊し、3日で答えろと恫喝して追い返す。ガルダは帰ると見せかけてジルーシアへ降下し、先に到着していたシローたちやキドたちジルーシア人と合流する。
キドは大要塞の弱点である地下の動力炉について説明し、炉の破壊は惑星ジルーシアの破壊を導くが覚悟のうえだというキドらジルーシア人に、シローたちは小型艇で侵入して破壊する作戦を立案する。ガルダの相棒ロボットのベバ2号にリアベの実が届き、勇者は計7名となったが、シローやキドらはガバナスに全員捕らえられてしまう。それは、母星消失を憂いてキドの判断に怒ったウロッコの裏切りによるものだった。ロクセイアはウロッコにキドらを処刑するよう指示するが、ウロッコはギリギリで思い留まり、再度ロクセイアへ銃を向けて乱戦となる。その際、致命傷を負ったしたウロッコの冠より8個目のリアベの実が見つかり、ウロッコはそのまま命を落とすも、キドは奇跡の達成を確信する。シローたち、キドたち、そしてエメラリーダは脱出し、シローたちは地下動力炉の破壊に、エメラリーダとジルーシア人は脱出艇の発進準備にそれぞれ取りかかる。まもなく、ハンスは一騎討ちでロクセイアを倒し、シローとアロンも動力炉破壊を成功させる。惑星大要塞は大爆発し、皆すんでのところで脱出するが、キドだけは自らの意志でかつての母星ジルーシアと運命を共にした。
ノグチは勇者たちに感謝し、ジルーシア人も歓待しようとするが、勇者たちとジルーシア人は新天地探索に出航し、そのまま地球を離れた。

## キャスト
- ビック・モロー（ゼネラル・ガルダ）
- 志穂美悦子（長老の孫娘エメラリーダ）
- フィリップ・カズノフ（英語版）（宇宙暴走族アロン・ソーラー）
- ペギー・リー・ブレナン（メイア・ロング）
- 真田広之（宇宙暴走族シロー・ホンゴー）
- 岡部正純（ジャック）
- 清水イサム（ロボット・ベバ）
- 天本英世（太公母ダーク）
- 織本順吉（ジルーシアの長老キド）
- 三谷昇（老婆カメササ）
- サンダー杉山（ビッグサム）
- 曽根晴美（幕僚ラザール）
- ジェリー伊藤（連邦軍司令）
- 丹波哲郎（地球連邦評議会議長アーネスト・ノグチ ガルダの旧友）
- 小林稔侍（宇宙パトロール フォックス巡査）
- 成瀬正（ヒキロク）
- ウィリアム・ロス（メイアの自家用宇宙船船長）
- 中田博久（補佐官）
- 林彰太郎（地球連邦軍宇宙戦艦艦長）
- 唐沢民賢（技師）
- 曽我町子（ベバ2号の声）
- 阿波地大輔
- 笹木俊志
- 波多野博
- フィリップ・エバンス
- テリー・オブライエン
- 城春樹
- 古賀弘文
- 栗原敏
- 木谷邦臣
- 藤沢徹夫
- 鳥巣哲生
- 細川ひろし
- 峰蘭太郎
- 小峰一男
- 白井滋郎
- 司裕介
- チャーリー・スコーソン
- 矢部義章
- 福本清三
- 志茂山高也
- 桂登志子
- 米田美弥子
- 前川恵美子
- 常山直子
- 成田三樹夫（ガバナス帝国皇帝ロクセイア12世 ハンス王子の父母を殺害し皇位を簒奪した上に追放）
- 佐藤允（ウロッコ）
- 芥川隆行（ナレーター）
- 千葉真一（ハンス王子 ガバナス帝国の正当な皇位継承者）
- 若山弦蔵（ゼネラル・ガルダの声）
- 三景啓司（アロン・ソーラーの声）
- 岡本茉利（メイア・ロングの声）
- 宮川洋一（自家用宇宙船船長の声）
- 水島弘（総司令官の声）
- 飯塚昭三（ビッグサムの声）

## スタッフ
- 製作：植村伴次郎、渡辺亮徳、髙岩淡
- プロデューサー：平山亨、岡田裕介、サイモン・ツェー、杉本直幸、伊藤彰将
- 原案：石森章太郎、野田昌宏、深作欣二、松田寛夫
- 脚本：松田寛夫
- 撮影：中島徹
- 特殊撮影：高梨曻
- 音楽：森岡賢一郎
- 音楽プロデューサー：木村英俊
- 音楽提供：日本コロムビア
- 日本語版製作：東北新社
- 特撮監督：矢島信男
- 監督：深作欣二
- 美術：三上陸男
- 照明：若木得二
- 録音：荒川輝彦
- 編集：市田勇
- 助監督：俵坂昭康
- 擬斗：菅原俊夫
- 特撮スタッフ
  - 操演効果：鈴木昶
  - 美術：大沢哲三
  - 照明：大西美津男
  - 記録：黒川京子
  - 助監督：松本清孝
  - 移動効果：小西浩
  - 特殊効果：久米功
  - 視覚効果：中野稔
  - 光学撮影：デン・フィルム・エフェクト
  - 装置：吉岡茂一
  - タイトルバック・イラスト：渡辺善夫
- メカ・デザイン：石森章太郎、ひおあきら（石森プロ）、青柳誠（石森プロ）
- 製作担当：中村義幸
- 製作：東映株式会社、株式会社東北新社、東映太秦映画村

## 登場メカニック
リアベ号（リアベ・スペシャル）
主にメイア・ロングが操縦を担う宇宙艇。元は大金持ちの令嬢であるメイアの私用宇宙艇だったが、ガバナス帝国と戦うために戦闘用へと改造された。この際コクピット後方にあった小型ながらも洒落た装飾の施されていたキャビンからは全ての装飾が取り払われ、戦闘用や合体用に追加された機構他の制御目的と思しき電子機器を多数積み込んでいる。主な武装は機体前面の左右に1門ずつ備えられたパルスレーザー砲。他にレーザー機銃座も備えている。最大の特徴は、普段は本体に収納している左右のアームを展開してシロー号とアロン号を合体させられる点。アームは2機を合体させたまま本体へと折り畳まれ、そのまま飛行が可能。そして戦闘時には再びアームを展開させて2機を射出できる。このシステムは船の持ち主であるメイアの提案によるもので、それをメカに強いシローが実現させている。機動性はシロー号とアロン号には劣るものの、ガバナス戦闘機の追撃をかわしきれるほどの性能を誇る。
上記機体アームの展開機構については、後のハリウッド映画「エイリアン」シリーズに登場した「ドロップシップ」のデザイン（アームによるミサイルポッドの展開機構）に影響を与えた。
石ノ森章太郎の漫画版では戦闘用に改造されず、リアベ号の修理のためにパーツの大半を取られてしまい、骨組みだけの姿になってしまう。

シロー号（ギャラクシーランナー）
宇宙暴走族のシロー・ホンゴーが搭乗する流線型の宇宙戦闘機。
機体後部にY字型に配置された翼が特徴。リアベ号の左アームに合体可能。元々はシローがアロンと共に製作したハンドメイドの高速宇宙機で、本編中のセリフによると地球からパーツやエンジンを取り寄せ中古の作業機械で組み立てたものである。制作費はアロン号と合わせて金貨30枚。対ガバナス戦用に改造された際、リアベ号との合体機構が組み込まれた。またクサビ型だった機首が2門のパルスレーザー発射バレルを持つ小型翼を備えた三角錐型になるなど、細部が変更されている。元々が宇宙で自由に飛び回ることを念頭に置いた機体のため軽快な機動性を発揮し、ガバナス戦闘機とのドッグファイトやクライマックスの「トンネル潜り」で活躍する。

アロン号（コメットファイヤー）
宇宙暴走族のアロン・ソーラーが搭乗する三角翼の宇宙戦闘機。リアベ号の右アームに合体可能。元々はアロンがシローと共に製作したハンドメイドの高速宇宙機。アロンのセリフに「このオンボロエンジンめ！」とあることから察するに、買い集めたパーツやエンジンも作業機械同様中古品が多かったようである。対ガバナス戦を睨んでの改造ではリアベ号との合体機構に加えてパルスレーザー砲2門を本体前部に組み込み（なぜかバレルは改造前から装備されていたが）、機首に相当するパーツも丸みを帯びた形から鋭く尖ったものに換装された。この機首パーツはミサイルになっており、ガバナス大要塞破壊で大きな役割を果たすこととなる。元々が宇宙で自由に飛び回ることを念頭に置いた機体のため軽快な機動性を発揮し、ガバナス戦闘機とのドッグファイトやクライマックスの「トンネル潜り」で活躍する。

エメラリーダ号（プレアスター）
惑星ジルーシアの民・ジルーシア人の宇宙帆船。帆に受けた光をエネルギーに変換してエンジンを駆動させる機構を備えており、シローはこの帆（の残骸）を見てエメラリーダ号が太陽系外のテクノロジーで作られた宇宙船であると推測した。エメラリーダが太陽系へ赴いた際に乗っていたものはガバナス戦闘機の攻撃で稼動不能にされた上ガバナス巨大戦艦のミサイルで跡形も無く破壊されたが、全く同型の船がジルーシアにはもう1隻残されていた。
石ノ森章太郎の漫画版では、こちらがリアベ号になっており、ガバナス巨大戦艦の攻撃で惑星ミラゼリアに不時着するも、シローたちの修理で再び宇宙に飛び立つ。最後はガバナス巨大要塞に特攻して宇宙に散った。

ガバナス巨大戦艦（グラン・ガバナス）
ガバナスの侵略行動で先陣を担う全長500メートルの超弩級の戦艦。艦内に多数のガバナス戦闘機を搭載しており、左右カタパルトから発進させる。レーザービームを艦首の角のような部分から発射する。ガバナス大要塞崩壊後、ジルーシアから脱出したエメラリーダ号やリアベ号を追撃するが、シローとアロンとメイアによる「最後のチキン・ラン」特攻を受け破壊される。
当初の最終兵器はガバナス巨大要塞で、撮影されたにもかかわらず本作品では未使用となったが、その兵器の映像は『銀河大戦』の劇場版に流用される。
漫画版では、物語中盤でハンスの手引きで勇士たちに乗っ取られ、ガバナス要塞潜入に利用された。

ガバナス戦闘機（シュート・ガバナス/ガバナス・シューター）
レーザー発射バレルを持つ6つのステーを機首から花弁のように広げた形が特徴的な、ガバナスの宇宙戦闘機。6門のレーザー砲から機体前面で収束させた6本のビームを発射する。3機編隊で行動する。中盤においては地球連邦の戦闘機を圧倒するも、クライマックスではリアベ号やシロー号・アロン号を執拗に追跡するも、撃墜されたり構造物に衝突するなどして出撃した全機が宇宙の藻屑となった。
- 後にミニチュアは、東映京都撮影所で廃棄物同然の状態で放置されていたものを、同所の改装の際に知人から連絡を受けた特撮監督の樋口真嗣が回収しており、その後須賀川特撮アーカイブセンターに展示されている。同センターを見学した岡田裕介は、このミニチュアを見て懐かしんでいたという。

地球主力戦闘機・ポリス機（テラ・スイフト）
パルスレーザー砲が2門付いている戦闘機。地球連邦ならびに宇宙パトロールの主力戦闘機。宇宙戦艦内に多数格納されている。戦闘時には発射口から一気に発進する。ポリス機の場合は上部に赤いパトランプが付いている。中盤においてはガバナス帝国の壊滅を図るためにガバナス軍に挑むものの、ガバナス軍の圧倒的な戦闘力によって全滅する。

地球主力戦艦（テラグローリー級宇宙戦艦）
地球連邦軍の主力戦艦。小型戦闘機を格納している他に、艦首に必殺兵器の超原爆ミサイルを装備している。降状に迫るガバナス軍に対し、地球連邦は同戦艦三隻を突入しガバナス軍壊滅を図るが、超原爆ミサイルでさえも打撃を与えるまでに至らず、ガバナス軍側の大型レーザーの攻撃で全滅してしまった
- 1990年代まで、本戦艦の劇中で使用された大型セットモデルが、東映太秦映画村にて展示されていた。

連絡船（コスモ・トラベラー）
ゼネラル・ガルダが皇帝ロクセイア12世と会談する際に用いた宇宙船。

## 製作経緯

### 企画の変遷
1975年12月に日本で公開された『ジョーズ』の大ヒットを見た東映社長・岡田茂が矢島信男に「特撮ものを作りたい」と相談した。しかし矢島はそのころ、何本ものテレビ映画を掛け持ちで担当しており具体的に動くことは出来なかった。この『ジョーズ』便乗企画が、東映テレビ事業部の渡邊亮徳・平山亨のもとで引き続き検討され、最初はテレビ事業部で、SF映画をアメリカとの合作で作りたいという構想であった。この企画が『DEVIL MANTA SPACE MONSTER デビル・マンタ』として概要が固まった。「マンタ」とは魚介類のオニイトマキエイを指し、内容はエイに似た巨大宇宙生物が地球を襲いパニックになるという『ジョーズ』に便乗したモンスター映画であった。石森章太郎は『デビル・マンタ』について「それは侵略ものです。だからスペース・オペラではなく、地球が舞台で」と話しており、『デビル・マンタ』は宇宙が舞台ではなかった。スタッフは、企画/平山亨、製作/渡邊亮徳、原案/石森章太郎、監督/佐藤肇、脚本/高久進・佐藤肇、企画協力・特撮監督/矢島信男という枠組みであった。『宇宙からのメッセージ』で原案としてクレジットされている野田昌宏は、「スペース・オペラをやろうということが決定したときに、日本のSFの英知を結集しようと考えて、スペース・オペラの権威である彼に一枚かんでもらおうと加わってもらった」と石森が話しており、『宇宙からのメッセージ』で原案としてクレジットされている石森章太郎・野田昌宏、深作欣二・松田寛夫の4人のうち、野田、深作、松田の3人は『デビル・マンタ』には関係していない。石森は「ぼくは実際に原稿を書くのではないけれど、アイデアを出しているわけで、脚本は第6稿までに及んだわけで、その間にみんなの意見が入っているわけです」と話している
1977年夏にアメリカで『スター・ウォーズ』が大ヒットし、翌年夏の日本公開を控えてSFブームに沸いた。日本の映画会社も、『スター・ウォーズ』が公開される前にこれにあやかろうと、東宝は1978年の正月映画として『惑星大戦争』を製作。東映も『デビル・マンタ』を却下し、「宇宙怪獣」ではなく「宇宙SF」に急遽企画を変更した。岡田は、映画公開中のインタビューで「『宇宙からのメッセージ』は『スター・ウォーズ』の向うを張って製作したものです」とはっきり話している。石森は『スター・ウォーズ』がアメリカで公開される以前の1977年春に「『デビル・マンタ』を止めて『仮面ライダー』を世界的な話にしたらどうか」など、別案が既に検討されていたと話している。
岡田は当時、年四本の一本立て興行および、760人いた東映の東・西撮影所の人員を400人まで減らす配置転換を実施し、自社製作を減らして、その不足分を外部提携（外部活用）で補おうとし、外部提携を積極的に進める方針を打ち出していた。角川映画やオフィスアカデミーとの提携の他、テレビ局関係との提携として製作されたのが読売映画社との提携作『新・巨人の星』『BIG-1物語 王貞治』で、他にテレビ局との合作として1977年秋に企画に上がったのが『宇宙大戦争』だった。岡田は著書で『宇宙からのメッセージ』の製作にゴーサインを出したのは「渡邊クン（渡邊亮徳）が東北新社の植村伴次郎さんを巻き込んで、東映が手がけたことのないジャンルに挑戦したい」「（渡邊の）テリトリーとするテレビやマーチャンからの収入、それと海外で必ず売れます。売ります」というから、その情熱を買って、新境地開拓の意味もあって製作を決断したと書いている。1973年ごろから「広大な宇宙を舞台に大チャンバラ映画をやってみたい」と夢を膨らませていた深作欣二とテレビ事業部長渡邊亮徳をヘッドとするプロデューサーの平山亨など、宇宙SFプロジェクトチームがドッキングし、「やるからには世界に通用する一級のSF映画に仕上げる」と岡田社長が決断し、GOサインを出した。『宇宙からのメッセージ』の実質的な始まりはここからである。平山が親交が深かった伊上勝に今度は『惑星大要塞』の題名で脚本を依頼。一時使用された『惑星大要塞』や『宇宙大要塞』という仮タイトルは後述する1977年大晦日の日本語タイトル一般公募の中にあったもの。1977年11月の文献に『遊星からのメッセージ』と書かれたものがある。より大きな特撮ステージが必要と判断され、東映東京撮影所製作の予定が東映京都撮影所へ変更された。東映京都の大作となったことで岡田から「監督を深作欣二に代えろ」と指示が出て、深作は『柳生一族の陰謀』撮影中に監督オファーを受け、佐藤肇から深作に監督が交代し、深作が伊上脚本を一蹴、『柳生一族の陰謀』で組んだ松田寛夫に脚本を交代させた。またすぐ作れということで、テレビ部の平山だけでは手に負えないと、岡田裕介がプロデューサーとして参加。岡田は『動乱』（1980年）を準備中であったが、途中参加ながら本作品が東映での初プロデュース作となる。1978年のゴールデンウィーク映画として、1977年秋に本作品の制作が正式に決定した。邦題より海外用タイトル「Message from Space」が先に決まった。

### 製作過程
石森章太郎が500枚ほどのデザインを書き作品内容に合ったキャラクターを敵味方をハッキリした上で20枚ほど選び、それを検討することから動き始めた。制作が正式決定した1977年秋に岡田茂の指示で、アメリカで話題となっている『スター・ウォーズ』をまず参考に観ようと、プロデューサーの岡田裕介、脚本の松田寛夫、矢島信男の三人がハワイに行き『スター・ウォーズ』を鑑賞。「大変面白い」と三人の意見が一致し、特に矢島は特撮が完全にスターになっている点に感心し、これからクランクインする『宇宙からのメッセージ』もこういう風にヒットさせたいと願った。さっそく帰路の飛行機内で矢島と松田で内容を随分話し合い、矢島は技術先行ではなく、本編と特撮の調和の必要性を主張した。松田は、まず『里見八犬伝』をモチーフにするという構想を打ち出した。深作欣二は『スター・ウォーズ』を観ずに撮影に挑んだとする文献もあるが、深作は「強引に拉致されて『スター・ウォーズ』を観に行った」と話している。

### 製作発表
1978年2月7日、ホテルオークラ東京春日の間で製作発表があり、この席で『宇宙からのメッセージ』という正式タイトルが発表された。記者会見には、東映社長岡田茂、東北新社社長植村伴次郎を始め、深作欣二、石森章太郎、野田昌宏、森岡賢一郎とビック・モロー、フィリップ・カズノフ、ペギー・リー・ブレナン、千葉真一、志穂美悦子、真田広之と、この時点では出演予定だった川谷拓三ら、20人が出席。席上、岡田が「渡邊テレビ事業部長がアメリカで『スター・ウォーズ』を見てきて、日本でもこの種のSF映画を是非やってみたいというので、私も昨年7月にアメリカへ飛んで『スター・ウォーズ』を観てきたが、率直に言って『スター・ウォーズ』のようなSF映画は、日本でもじっくりやれば出来ないはずはない。深作監督のSFに対する情熱は大変なものがあり、渡邊クンの熱意もくんで、作るからには世界に通用するものをと決心し、GOのサインを出した。また海外のことも考えて東北新社の植村社長を口説き、製作は東映と東北新社の共同製作という形をとった。今までの日本のSF映画は、子供を対象として簡単に作られすぎていた。日本映画が海外に進出するには、まずSF以外にないだろう」などと話した。植村は「若いクリエイティブ、眠っているクリエイティブをノックして、何か出来ないかものかとかねがね思っていたので、岡田社長が本気で取り組むなら乗ろうじゃないかと、この企画に賭けることにした。海外に新しい道を切り拓く作品になるものと確信している」と話した。深作は「『柳生一族の陰謀』で時代劇の実現に成功、大きな役割を果たしたと自負しているが、今度は是非やってみたいと考えていたSF映画の夢が実現することになり幸せに思っている。狭い地球を飛び出して時代劇、現代劇では描けない夢とロマンの世界を思いっきり描いてみたい」、石森章太郎は「どうしても、こういうものを作りたかったという発想で『スター・ウォーズ』に負けないキャラクター、メカのアイデアを考えてきた」、野田昌宏は「東映がSFを作ったら、という発想だけでも面白いし、これを深作監督がやるというのも楽しめます」、ビック・モローは「今この凄い記者会見で、初めてこの映画が大作であることを知った」とユーモラスに話した。ビック・モローのギャラは30万ドル（約6900万円）とされた。真田広之が演じたシロー役は、他に草刈正雄や森田健作も候補に挙がった。石森は「初めはロボットが主役で、それが段々人間の比重が増えてきた。キャストも、日本の役者は一人ぐらいしか出てこないというので、そいつはいいと思ってたんですが」などと話している。
アメリカでのパニック映画のヒットにあやかる形で企画された『新幹線大爆破』同様、この作品も岡田茂の発案によるアメリカ映画のヒットを受けた「便乗企画」ではある。
「洋画のあれ、面白かったから焼き直せ」それが当時の岡田の口癖だったという。1977年に『スター・ウォーズ』がアメリカで歴史的ヒットを遂げ、翌1978年夏に日本で公開されるまでに1年のブランクがあることを知った岡田は「『スター・ウォーズ』が日本で公開される前に行きがけの駄賃で稼ぐぞ」と、深作に企画を押し付けた。殺陣師・菅原俊夫と深作の間で「おい菅ちん、今度は宇宙やるぞ」「どないしまんねん」「宇宙でチャンバラする」「そんなん撮る時間あらへんわ」「大丈夫。そこらにある槍にグリーン塗ってチャンバラすればええ」などというやりとりがなされた。当時の岡田の企画は万事この調子で、失敗を重ねた。『エクソシスト』や『オーメン』といったオカルト映画がブームになれば「ええ企画思いついた。『地獄』やれ」。『ジョーズ』の大ヒットで動物パニック映画が流行れば、「『恐竜・怪鳥の伝説』な題名。おもろいやろ。やれ」であった。そのため、現場も社長企画は断ることはできなかった。
しかし、岡田は著書で『宇宙からのメッセージ』の製作にゴーサインを出したのは「渡邊クン（渡邊亮徳）が東北新社の植村伴次郎さんを巻き込んで、東映が手がけたことのないジャンルに挑戦したい」「（渡邊の）テリトリーとするテレビやマーチャンからの収入、それと海外で必ず売れます。売ります」というから、その情熱を買って、新境地開拓の意味もあって製作を決断したと書いている。
20世紀フォックス映画日本支社宣伝部の古澤利夫は「笠原和夫と深作欣二が日本共産党の映画を作ろうと企画を進めていて、この中に亀戸事件が含まれていてヤバいと、これを撮らさないように岡田社長が深作に本作品を撮らせた」と話している。とはいえ、本作品も「圧政に立ち向かう市民」という反体制的な要素を含んだレジスタンスのストーリーであった。

### 特撮
メカ・デザインは平山亨から石森プロに発注があり、ひおあきらが一人で全てのメカ・デザインを製作した。イタリアのカロッツェリアにメカ・デザインが発注されたとする文献もある。特撮用のミニチュアは1977年11月から建造に取り掛かり、長さ40メートルという実物大の巨大帆船エメラリーダ号は、宇治市の平等院そばの空地に、延べ1,100人が1ヵ月かけて建設。製作費2,200万円。
東映京都撮影所にある20ステージのうち、テレビ用の10ステージと一般映画の2ステージを除く、残り映画用8ステージが『宇宙からのメッセージ』組に占拠された。日本一の映画ステージである310坪の第11ステージは宇宙のセット。『スター・ウォーズ』の星はすべて描きこんでいたが、『宇宙からのメッセージ』は10メートルの高さに張られたホリゾントに1,500から2,000個の小さな電球を埋め込み、スイッチ一つで星の明度の調整が可能だった。ガバナス大要塞の指令室のセットは200坪ある第1ステージいっぱいに製作費2,400万円かけて作られた。特撮関係に全体の四割の経費を投入した。1978年に入り東映京都撮影所で具体的な準備に入り、矢島は5日間で500カットにおよぶコンテを製作。1978年2月15日、特撮班イン。東京からのスタッフ30名と京都の20名が加わり特撮スタッフ50名により、同年4月5日クランクアップ。本作品にはフリーの特撮美術スタッフが数多く参加していたため、同時期に制作が始まった円谷プロダクションの『スターウルフ』では人材不足に陥っていた。シュノーケル・カメラと制作当時は最新のキネコ技術であった東通ecgシステムを合体させた。フィルムで合成すると現像が済むまで仕上がりが確認できないが、ecgシステムはビデオ合成のため、簡易に何重もの合成が可能で、しかも現場のモニターですぐ仕上がりが確認できるメリットがあった。つまり深作監督は合成されたモニター画面を見ながら、「もうちょっと右、いや左」などと役者に注文をつけながら、理想的な合成シーンを完成画面を見ながら演出できた。深作にとって面白くて仕方がないニュー・テクニックいっぱいで、次々にアイデアが浮かび二重合成ならぬ、七重合成などをやるため、1日わずか3カットしか撮らない日があり、衣装を着てスタンバイしていた米俳優カップルに出番なしの日があった。このシステムは後年の『宇宙刑事ギャバン』などの東映作品などに多大な影響を与えていた。シュノーケル・カメラは当時世界に3台しかなく、レンタル代金1日100万円。カメラ3台のうち、1台は故障中でもう1台はメンテナンス中で、まともに稼働できる1台を1ヵ月の間、世界の最新技術を東映が独占した。また、本家『スター・ウォーズ』のスタッフも本作品の撮影現場に見学で訪れており、敵の要塞内部のトンネルを通過するシーンは、後年の『スター・ウォーズ エピソード6/ジェダイの帰還』（1983年）で似たようなシーンが登場した。ほとんど毎日残業で約50日で250近い特撮カットを撮り終えた。深作と矢島は深作が助監督時代からの古い付き合い。深作は矢島とコンテの打ち合わせなどは少し行うが、特撮シーンは、矢島に監督を一任し、矢島の仕事に口出ししなかった。『スター・ウォーズ』の日本公開までに『宇宙からのメッセージ』を封切らなくてはならないという大前提があったため、撮影は猛スピードで、やりたい特撮シーンは全部は出来なかったという。

### 製作費
製作費は10億円を予定したがかなりオーバーしたとされる。特撮の矢島信男によると、当初予算が10億円の大作とはいえ本編も豪華だったので遣り繰りにも限界があり、自ら東映本社に足を運んで追加予算の交渉も行ったという。公開当時の文献は製作費10億円と書かれたものが多く、東映ビデオでも10億円と記述している。総製作費15億円とする文献もあるが、10億円はかかってないとする文献もある。製作費の半分を東北新社に出させた。15億円とする文献は東映、東北新社以外にもTBSや、アメリカのユナイテッド・アーティスツも出資したとしている。

## 宣伝
総製作費15億円のうち4億円を特撮にかけ、宣伝費を2億5千万円かけたとされる。広告を担当した電通にSFが詳しい人がおらず、石上三登志がSFが好きという理由だけで担当が回ってきたと話している。樋口誠嗣は「『惑星大戦争』と『宇宙からのメッセージ』の後、日本でも一斉にSFが動き出した。その影響は大きくて、私なんておかげで人生狂わされました」と述べている。話題作りのため1977年大晦日の朝日新聞の全面広告にて、英語タイトルが「Message from Space」と決まっている本作品の日本語タイトルの一般公募を行った。賞金総額は500万円。結局、英語題名の直訳が採用された。続編テレビシリーズ『宇宙からのメッセージ・銀河大戦』のタイトルになった「銀河大戦」もこの時、応募にあったものであった。『スター・ウォーズ』は黒澤明監督の時代劇『隠し砦の三悪人』がモチーフであるが、それに対して本作品は『里見八犬伝』をモチーフにしている。製作当時は『スター・ウォーズ』のヒットを引き金として世界的にスペースオペラ映画がブームとなっており、ロジャー・コーマンも黒澤明の『七人の侍』とそのリメイクの『荒野の七人』をモチーフにしたスペースオペラ映画『宇宙の7人』を製作している。

### メディアミックス
メディアミックス展開もされ、劇画としては小学館に売り、商品原案に名を連ねた漫画家の石森章太郎は、コミカライズを担当（単行本は小学館より発売）。単行本の権利は角川書店に売り、同じく原案スタッフだった野田昌宏が、SF作家としてノベライゼーションを担当（書籍は角川書店より出版）。この映画がテレビ放映された際には、小松左京から「日本SF作家クラブから除名するぞ」と脅されたと、野田本人が自著のあとがきなどに（楽しげに）書き記している。「ガバナス皇帝が異次元から来た」設定は、続編となるテレビドラマ『宇宙からのメッセージ・銀河大戦』に先駆ける。このテレビ版は『スター・ウォーズ』日本公開初日にぶつけ、テレビ朝日系で放映、またテレビ朝日では4月26日に『水曜スペシャル』で、宣伝特番『緊急特集!!SF大作「宇宙からのメッセージ」』を放送した（司会：土居まさる、レポーター：山本由香利ほか、ゲスト：石森章太郎）。テレビ版は映画で大道具、美術関係だけで3億8000万円を使ったため、勿体ないという理由で製作したもの。ニッポン放送は、1978年4月24日から5月2日にかけて『キリンラジオ劇場』内でラジオドラマを放送した。この他、サウンドトラックは日本コロムビア、商品展開はバンダイが担当した。

### キャッチコピー
メインコピー
いまアクションは宇宙をめざす！ はるか200万光年のかなた そこではもう最初の銀河戦争が始まっていた。

## 興行成績
岡田茂は、映画公開中の1978年5月10日の定例番組発表会で「『宇宙からのメッセージ』は、邦画としては画期的な特撮技術で評判をとったが、何か今一つピンと来ないのか予想したほどの配給収入は揚がらんかも分からん。初日から休日などは札止めするくらいのヒットぶりだが、どうも平日はいかん。初日の時点では『柳生一族の陰謀』を上回る若い観客が押しかけ全国配収は12～13億円と思ったが、今の調子では7～8億というところかも知れん。しかし、海外からの引き合いが強いから、カンヌで大デモンストレーションをやるんで、輸出収入の面では日本映画最高の数字を予想している。そのほかマーチャンダイズを含めたテレビ関係に収入を合わせれば、トータルでは相当の収益が望める。それ以上に成功であったのは特撮技術が世界的レベル以上だったことは満足している。これによって企画の幅が拡大されることは大きな収穫だ。テレビCMなどから特撮のニーズも多いので、近く京都撮影所のステージ一つを特撮専門にして特殊技術集団による別会社を作るつもりだ。これからは矢島信男氏ら、特殊技術者集団がのし上がってくることになるだろう。東京には目下日本一便利なビデオスタジオを作っているし、東西両撮影所の映像多角化と合理化はうまくいっていると思う」と述べた。また、公開終了後のインタビューでは「宣伝費に2億5千万円をかけたものの配収は6億円、子供相手の域を抜け出せなかったという結果に終わったが、特撮が含まれていることで海外で高く売り込むのに効果があり、海外収入などもろもろをかき集めてトントンになった」とも話している。平山亨は「前の晩から映画館に人が並んで、東映本社の8階の窓から行列が見えて、岡田社長が大喜びして『食いたいだけ食え』と高級寿司を御馳走になったが、初日から2〜3日はよかったが後が続かず、赤字になったと思う」「結局、岡田社長に御馳走になったのはこれ1回きり」と話している。しかし後述の全米公開も含め、世界30ヵ国、75ヵ国にセールスされたとされ、収益は最終的にはプラスになったとされる。また1980年のサターン賞最優秀外国映画部門にノミネートされた。

## 海外セールス
1978年夏の時点で海外85ヵ国に200万ドル（当時の邦価換算で約4億円）のミニマムギャランティで売れ、1978年冬に90ヵ国と輸出契約を結び、世界90ヵ国で公開されたとされ、海外配収レコードを記録した。1977年の日本映画の輸出総額は400万ドルで、日本経済の高度成長とともに日本製品が世界で氾濫していた中、映画だけは海外から振り向きもされなかったため、岡田は「日本映画史に残る快挙」と自画自賛した。『宇宙からのメッセージ』以前に海外で最も稼いだのは『日本沈没』の100万ドル。以下、『東京オリンピック』85万ドル、『新幹線大爆破』75万ドルの順。ゴジラシリーズのように息長く売れたものもあるが、総じて話にもならないレベル。小津安二郎、黒澤明といった巨匠映画も商売となると話は別であった。

## 全米公開
『スター・ウォーズ』を配給する20世紀フォックスは「版権侵害だ」と息巻いたといわれる。『宇宙からのメッセージ』の配給を決めたユナイテッド・アーティスツ（以下、UA）は、フォックスが完全に納得するまで公開を控えた。この問題がなければUAはもっと早く公開するつもりでいた。アメリカ合衆国では1978年から日本映画としては初めてメジャーの配給ルートに乗り、全米各地とカナダで封切られた。UAは『宇宙からのメッセージ』を第二の『スター・ウォーズ』で売ろうとして、宣伝費に175万ドルを投入し、大々的な宣伝キャンペーンを展開、テレビとラジオでひっきりなしにCMを流した。"Duke Sanada"こと真田広之を主役扱いしたポスターには「ファンタジーが現実になり、現実がファンタジーになる場所」という風俗の広告のような宣伝文句が書かれ、『帝国の逆襲』に待てない劇場主たちが深作欣二のスペースオペラに殺到した。またエンテックスという会社からシローの乗る"Galaxy Runner"を始め、登場メカのプラモデルも発売された。
1978年11月1日からロサンゼルス、シカゴ、フィラデルフィア、ピッツバーグ、デトロイトなど、主要15都市94館で封切られた。11月16日に最初は15館で封切られ、二週目に入り逐次上映館を拡大、週6万ドルの興行収入を挙げる好成績でさらに60館が追加された。1978年11月17日からはニューヨークを中心とする東部で上映され、ニューヨークでの上映は『スター・ウォーズ』や『ロッキー』、『サタデー・ナイト・フィーバー』などが掛かった定員数1,350、1,500のニューヨークの代表的映画館「ローズステート2」他60数館で上映、「ローズステート2」でのオープニング上映には岡田社長も立ち合い、UA社長のアンリ・オールベック社長と共に見守った。それまで黒澤作品でもニューヨークのアート系劇場でしか公開されていなく、ニューヨークの超一流劇場で日本映画が掛かるのは初めて。岡田社長は充分に快挙を味わった。初公開時の成績は12位で高くはなかったが、キッズ・マチネーとして『スタークラッシュ』とのカップリングで以降、全米の劇場で上映された。二週目から逐次上映館を拡大し193館で上映。『ミッドナイトエクスプレス』、『アニマルハウス』、『ナイル殺人事件 (1978年の映画)』などの全米ヒット中の大作に伍して健斗、バッファローやポートランドで大ヒット、ロサンゼルス、フィラデルフィアでヒット、カナダのトロント、バンクーバーでも大ヒットした。UAは全米およびカナダで最終的に3000館以上で上映し、全米での最終配収を750万ドルと予想した。1980年のアメリカ合衆国の映画館総数は約17,600館。
岡田は『宇宙からのメッセージ』の全米大ヒットに「日本映画始まって以来の快挙ですよ」と意気揚々で、アメリカでは「映画は9歳から30歳以下を対象に映画を作る」という方針を聞いていたく共鳴し、ちょうど日本で『赤穂城断絶』が大コケしていたため、「来年はじいさんばあさんの映画は作りません」ときっぱり"中高年層断絶"宣言をした。

### 米国での評価
アメリカの映画批評家は『宇宙からのメッセージ』を腐るほどある『スター・ウォーズ』のクローン映画の群れと一緒くたにした。アメリカで最も影響力のある批評家ロジャー・イーバートとジーン・シスケルのコンビは自分たちの番組で『宇宙からのメッセージ』を"The Dog of the Week（今週のダメ映画）"に選んだ。評論家からは酷評されたが『宇宙からのメッセージ』は、今もアメリカ人の記憶に残る映画といわれる。先述のキッズ・マチネーとは、当時週末の昼間に行われた子供向け映画二本立て興行で、『007 私を愛したスパイ』のボンドガールとして世界的に名を売ったキャロライン・マンロー主演『スタークラッシュ』とのカップリングで全米の劇場で回り続け、『宇宙からのメッセージ』は、運悪くこれを観てしまったアメリカの子供たちの頭をブッ飛ばした。子供時代にこれを観たというパトリック・マシアスは、「子供の目から見ても、狂っていた。宇宙を飛ぶ帆船、ダボシャツにステテコの宇宙チンピラ、顔を銀色に塗った東洋人が演じるガバナス星人。それはSFというより麻薬のバッド・トリップのようだった。こいつは『スター・ウォーズ』よりスゲエ! そう思ったのは僕だけじゃない。同じ意見は今でもあちこちで目にする。何がスゴイのか、うまく言えないが『宇宙からのメッセージ』のいかがわしさ、ケバケバしさ、ムチャクチャさに比べると『スター・ウォーズ』は健全で、地味で、保守的にさえ見える」などと話している。今もケーブルテレビ局のストック作品として年中放映されており、2006年夏にはサンフランシスコのケーブル局「アクション・チャンネル」が朝、昼、晩と1日3回も放送した。『宇宙からのメッセージ』はアメリカ人にとって名作とは言えないが、忘れ難い作品であるという。パトリック・マシアスは、東映にリメイクないしは続編の製作を勧め、「オリジナルのスタッフ・キャストは物故者も多いが、監督には三池崇史を、ミッキー成田にはリッキー竹内を、デューク真田にはとっておきの役が浮かんでおり、シナリオを自分に書かせてもらえたら死んでもいい」などと話している。
2020年3月、アメリカの『ローリング・ストーン』誌が発表した「1970年代を代表する『SF映画』ランキング50」において、第44位に選出。お粗末な特撮、酷いセリフ回し、意味不明な物語にかかわらず、独創的な衣装や呂律の回らぬビック・モローなど、どこか惹かれる作品であると評した。さらに公開当初はニューヨーク・タイムズで酷評していた著名な映画記者、ジャネット・マスリンでさえ「深夜1時にチャンネルを回して偶然『宇宙からのメッセージ』に当たったら、荒唐無稽だと思いながらも、きっと躍動感を覚えるだろう」と作品の放つ一定の魅力を認めざるを得なかったことが紹介された。

## 制作時のエピソード
- ゼネラル・ガルダ役のビック・モローは、監督の深作欣二の指示とは芝居のタイミングが合わず、ある撮影では日本語がわからないだろうと思った深作が「帰れ」と言ったところ、モローはそれを理解していて帰ってしまったこともあったという[69]。
- 当初のウロッコ役の俳優とジャック役の俳優は深作映画で縁の深い室田日出男、川谷拓三が演じる予定だったが、室田は77年の覚醒剤不法所持で逮捕されて降板、川谷も事情絡みで降板したとされ、佐藤允と岡部征純がその代役として参加した[12]。
- 当初キド役は別の俳優が演じていたが降板したため、深作組の常連であった織本順吉が深作から急遽呼びだされて参加した[69]。その時、織本は福島で撮影中であったが、スケジュールが合ったためその足で東映京都撮影所へ向かった[69]。セリフは道中の新幹線内で覚えたが、冒頭に長尺シーンがあり、名前も覚えにくかったため、織本は俳優人生の中で最もしんどかったと述べている[69]。
- ビック・モローの吹替は当初別の俳優が担当していたが、深作は合わないと考え、若山弦蔵に変更された[69]。
- ハンス役の千葉真一は、鉄格子が降りてくるシーンで足を挟まれ骨折した[69]。
- 光学撮影を担当したデン・フィルム・エフェクトの社長である飯塚定雄は、深作から『スター・ウォーズ』と本作品を比較して「光線は日本の方が繊細だった」という言葉を受けている[70]。この言葉について雑誌『特撮秘宝』では、『スター・ウォーズ』では光線が色分けされているがすべて直線的であるのに対し、本作品では機体の所属や光線の効果などの違いにより形状やエフェクトを変えていることを指摘している[70]。

## 商品
サウンドトラック盤
公開当時、日本コロムビアからLPレコード『交響組曲 宇宙からのメッセージ』とシングルレコードにて発売された。その後、『交響組曲』は同社でCD化され、現在はANIMEX1200シリーズでリリースされた廉価版が入手可能。収録曲数は全11曲。映画本編ではフィルムの編集後に収録された細かい曲やアルバムに収録されたものとは別テイクの曲も使用されており、これらは後に石ノ森章太郎原作の映像作品の音盤をCD化したシリーズ『石ノ森章太郎萬画音楽大全』の第2弾として発売されたCD（タイトルは同じく『交響組曲 宇宙からのメッセージ』）にボーナストラックとして収録された。こちらは前述のアルバムと合わせ、全23曲となっている。シングル盤はA面に『交響組曲』のトラック1「序曲 エメラリーダのテーマ〜ジルーシア人の祈り」から前半部分の「エメラリーダのテーマ」のみを、B面にはトラック10「リアベの勇士」のシングル盤テイクを収録している。
プラモデル
バンダイ模型から『1/160スケール リアベ・スペシャル』が発売された。当時のマスコミ・キャラクターもののプラモデルとしては異例といえるほど、劇中プロップのディテールを忠実に再現している。ただし、合体ギミックを組み込んだ改造後をモチーフとした商品であるにもかかわらず、合体する2機の宇宙戦闘機は改造前のデザインとなっている。また、着陸脚にコロ車輪がついていたり、設定には存在しないミサイル発射ギミックが存在していたりと、キャラクターものプラモデルのお約束を半ば無理矢理に盛り込んだ出来となっていた。この商品は、本作品に続く特撮テレビドラマ『宇宙からのメッセージ 銀河大戦』の放送時に販売されたものだが、1980年代にパッケージを変更したうえで再発売されている。なお、同時期にギャラクシーランナー&コメットファイヤーのキット（ゼンマイ走行可能）も発売された。前者は改造前後を再現可能な機首のコンパチキットとなっている。ただし両製品とも機体意匠は改造前のものとなっている。これらのキットのデザインはひおあきらの描いた設定資料から立体化され、実際のプロップなどからは採資されなかったために劇中と一部の差異がある。
アメリカ合衆国では、エンテックス社より登場メカのプラモデルが発売された。
ポピニカ
当時バンダイの子会社だったポピーは、リアベ号のポピニカを発売している。合体アームの展開／収納ギミックも再現されていたが、シロー号とアロン号については形状が大きく異なるうえ、翼を折り畳む機構なども簡略化されていた。商品パッケージの作品ロゴを見る限り『銀河大戦』ではなく、本作品のアイテムとして発売されたようである。なお、ポピーは本作品の製作にも協力しており、クレジットに記載されている。また、ギャラクシーランナー&コメットファイヤーはプラモキットの他にもポピニカが発売されているが、商品は改造後であるにもかかわらずパッケージの写真は改造前のものが用いられている。
文房具
小学生向けとして両面開きの筆箱が発売されたが、メーカーは不明。
映像ソフト
2003年6月21日に東映ビデオより深作欣二追悼盤としてDVDが発売された。

## 関連作品
- 宇宙からのメッセージ・銀河大戦 - 続編テレビシリーズ。
- 里見八犬伝 (1983年の映画) - 千葉真一・志穂美悦子・真田広之・成田三樹夫・曽根晴美が出演し、監督は深作欣二。
- アストロンベルト - 本作品の特撮映像が流用されている。
- ウルトラマンゼロ THE MOVIE 超決戦!ベリアル銀河帝国 - 2010年の映画作品。監督のアベユーイチら制作陣は打ち合わせ時に近隣の映画館で上映されていた本作品を鑑賞し、設定やストーリーなどに影響を受けたことを述べている[74]。
- 宇宙戦隊キュウレンジャー - 2017年のテレビ作品。プロデューサーの望月卓はイメージソースの1つとして本作品を挙げており、メインライターの毛利亘宏も東映・テレビ第2営業部部長の白倉伸一郎から参考資料として本作品のDVDを渡されたことを証言している[75]。